# Khrustaljov, masjinu!
Khrustaljov, masjinu! (russisk: Хрусталёв, машину!, da.: Khrustaljov, bil!) er en russisk-fransk spillefilm fra 1998 instrueret af Aleksej German.

## Medvirkende
- Jurij Tsurilo som Jurij Georgievitj Klenskij
- Nina Ruslanova
- Mikhail Dementjev
- Jüri Järvet
- Aleksandr Basjirov som Fedja Aramysjev
- Konstantin Khabenskij som konduktør